# Уара
Уара е департамент, разположен в регион Уадаи, Чад. Департаментът се поделя на под-префектурите: Абеше, Абугудам, Абди, Шокоян, Буртаил, Амлеюна. Негов административен център е град Абеше.